# 成人雜誌

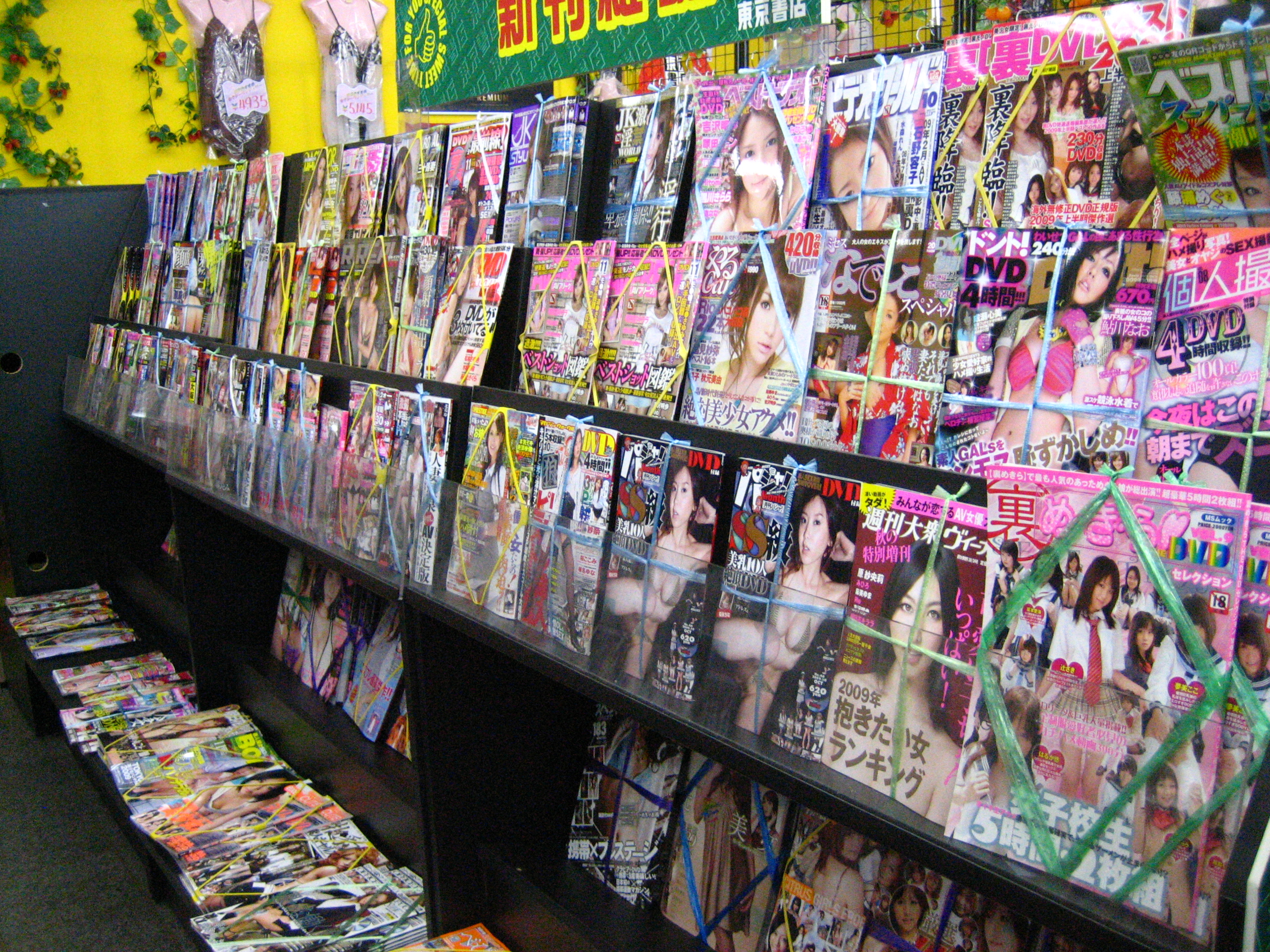
陳列在書架上的日本色情書刊

色情雜誌（英語：pornographic magazine），日本又稱成人雜誌，粵語地區多稱此類雜誌為「咸書」（廣義之色情書刊，咸即咸濕，好色之意），中國大陸稱其為「黃色書刊」。由於內容主題多半含有性描述（情色）以引起閱聽人的性慾為目的（色情），不適宜未成年人觀看，一般法令禁止商家對未成年人販售，通常限制其商品陳列區域為非公開，規定該類雜誌封面附有警告字句等。
國際知名的成人雜誌為美國的《花花公子》與《閣樓》等。在香港較為人熟知的則為《龍虎豹》。在日本也有多種成人雜誌。
一說成人雜誌引起性犯罪，惟學者哥德斯坦（M.J.Goldstein）指出，經常看黃色小說的成人和性犯罪者，在青少年時期接觸黃色書刊比常人少。

## 香港地區
自70年代起出現了不少成人雜誌及報章，包括《新夜報》、《今夜報》、《勝報》等等，當中亦不乏召妓指南、色情場所廣告等。
而於80-90年代，更因美國色情雜誌《Playboy》推出香港中文版，而把香港成人刊物潮流推向高峰，不少刊物相繼訪問當紅女星及邀請她們拍攝封面照，甚至附送立體眼鏡給讀者觀看書中的立體圖片，增混趣味。